# Франк Гансен
Франк Гансен (дан. Frank Hansen, нар. 23 лютого 1983, Юллінге) — данський футболіст, що грав на позиції захисника.
Виступав, зокрема, за клуби «Есб'єрг» та «Сількеборг», а також молодіжну збірну Данії.

## Клубна кар'єра
У дорослому футболі дебютував 1999 року виступами за команду «Елстікке», в якій провів чотири сезони, взявши участь у 95 матчах чемпіонату. 
Своєю грою за цю команду привернув увагу представників тренерського штабу клубу «Есб'єрг», до складу якого приєднався 2004 року. Відіграв за команду з Есб'єрга наступні п'ять сезонів своєї ігрової кар'єри. Більшість часу, проведеного у складі «Есб'єрга», був основним гравцем захисту команди.
У 2009 році уклав контракт з клубом «Сількеборг», у складі якого провів наступні сім років своєї кар'єри гравця. Граючи у складі «Сількеборга» також здебільшого виходив на поле в основному складі команди.
Завершив ігрову кар'єру у команді «К'єллеруп», за яку виступав протягом 2018—2020 років.

## Виступи за збірну
Протягом 2002–2006 років залучався до складу молодіжної збірної Данії. На молодіжному рівні зіграв у 9 офіційних матчах.